# Вацлав II Рациборжский
Вацлав II Ратиборский (чеш. Václav II Ratibořský, пол. Wacław II Raciborski, ок. 1405 — 29 октября 1456) — князь Ратиборско-крновский (1424—1437) и Ратиборский (1437—1456).

## Биография
Вацлав был сыном князя Ратиборско-крновского Яна II Железного и Елены Литовской, племянницы короля Польши Владислава II Ягайло. Старшинство детей Яна II и даты их рождения точно не установлены и разнятся в источниках. В 1414 году малолетний Вацлав сражался вместе со своим отцом и другими силезскими князьями на стороне Польши против тевтонских рыцарей в Голодной войне.
Когда в 1424 году князь Ян II железный умер, два его сына, Вацлав и Микулаш, унаследовавшие Ратиборско-крновское княжество, еще не достигли совершеннолетия, и фактически княжеством в качестве регента до 1428 года управляла их мать Елена.  
С 1428 по 1437 год братья совместно правили в своем княжестве, а в 1437 году решили разделить его: Вацлав взял себе небольшую его часть со столицей, городом Рацибуж, а из остальной части для Микулаша V было восстановлено Крновское княжество с городами Крнов,Брунталь, Водзислав-Слёнски, Рыбник и Жоры. Их мать Елена Литовская с 1424 года владела Пщиной как самостоятельным княжеством, доставшемся ей по праву вдовьего удела.
В конце 1437 года большинство чешского дворянства избрало новым королем Чехии Альберта II из дома Габсбургов. Меньшинство отдало предпочтение его одиннадцатилетнему сопернику Казимиру, сыну польского короля Владислава II Ягайло. В 1438 году польская армия вторглась в Силезию и опустошила Опольское и Ратиборское княжества. После этого князь Вацлав Ратиборский, также как князь Вацлав I Заторский и его братья князья Пшемыслав Тошецкий и Ян IV Освенцимский были готовы на определенных условиях признать Казимира королем. Тем не менее, этого не произошло, и все силезские князья принесли ленную присягу Альберту II во Вроцлаве в ноябре 1438 года.
После смерти брата Микулаша V в 1452 году Вацлав взял на себя опеку над его несовершеннолетними детьми совместно с их мачехой Барбарой Рокемберг, соперничая при этом с ней. 
Как и его отец, Вацлав поддерживал хорошие отношения с Польшей; он неоднократно бывал в Кракове при дворе королей Владислава III и Казимира IV.
Князь Вацлав II Ратиборский умер 29 октября 1456 года и был похоронен в доминиканском монастыре в Рацибуже.

## Семья и дети
Князь Вацлав II Ратиборский 26 июня между 1445 и 1446 годами женился Малгожате Шамотульской, дочери каштеляна мендзыжечского Винцента Шамотульского и вдове князя Казимира II Белзского. У них родились сын и три дочери:
- Ян V Ратиборский (1446 – 1493), князь ратиборский и пщинский
- Катерина (? – 1480), жена каштеляна наклоского Владислава Данабожского;
- Елена (1445 – 1480), жена каштеляна мендзыжечского Яна Остророга;
- Анна  (1450 – 1480).